# Roser Bru
Pour les articles homonymes, voir Bru.
Roser Bru, née le 15 février 1923 à Barcelone et morte le 26 mai 2021 à Santiago, est une peintre et graveuse chilienne d'origine espagnole.

## Biographie
Roser Bru naît à Barcelone le 15 février 1923. L'année suivante, sa famille s'exile à Paris au moment de la dictature de Primo de Rivera qui prohibe notamment la langue catalane. Quatre ans plus tard, ils rentrent dans leur ville natale, où Roser étudie à l'école Montessori, puis, en 1931, à l'institut-école de la Généralité. En 1939, après la guerre civile espagnole, la famille repart en France, où elle embarque pour le Chili à bord du bateau Winnipeg. Elle arrive à Valparaíso le 3 septembre 1939,.
Elle étudie la peinture à l'école des beaux-arts de l'université du Chili de 1939 à 1942, où elle est l'élève de Pablo Burchard et Israel Roa (es) et étudie l'aquarelle, le dessin et la peinture,.
En 1947, elle rejoint le Groupe des étudiants plasticiens (Grupo de Estudiantes Plásticos) aux côtés d'artistes tels que José Balmes, Gracia Barrios, Guillermo Núñez, Juan Egenau (es) et Gustavo Poblete Catalán (pt),,.
En 1957, elle commence à étudier la gravure dans l'Atelier 99 (Taller 99), créé et dirigé par Nemesio Antúnez (es),,.
Roser Bru est professeur de dessin et de peinture à l'école d'Art de l'université pontificale catholique du Chili de 1964 à 1968,.
En 1992, Roser Bru voyage en Égypte, où elle découvre les peintures funéraires des momies du Fayoum au musée égyptien du Caire, qui auront un grand impact sur elle. Elle compose des œuvres avec des figures triangulaires et inclut la thématique de vie antérieure et présente ; elle produit également de nouvelles formes de portrait.
Plus tard, dans sa série Gracias a Velázquez (« Merci à Velázquez »), elle reprend des éléments du maître espagnol comme les portraits des Ménines dans ses propres créations, s'intéressant à la prédestination dramatique de ses personnages, tels que les nains de la Cour.

## Œuvre
Son œuvre est réalisé suivant différentes techniques de peinture, de dessin et de gravure. Elle élabore des images où elle inclut des éléments personnels, sociopolitiques et des références à l'histoire de l'art. Elle aborde principalement les thème de la mort, de la disparition, de la mémoire, et elle associe systématiquement les notions de passé et de présent,.
Influencée à ses débuts (1960-1973) par l'informalisme d'Antoni Tàpies, elle prend ensuite (1973-1988) une direction plus critique, faisant davantage référence aux conflits sociaux et aux événements historiques dramatiques,,. Elle inclut par la suite d'autres techniques et travaille sur d'autres thématiques.
Son œuvre a notamment été récompensée du prix national des Arts plastiques, le jury basant sa décision sur : « l'attention à la solidité de son œuvre et de sa démarche esthétique, sa conséquence comme artiste et sa capacité à explorer d'autres expressions plastiques, démonstration effective de sa vigueur. »
Roser Bru a exposé dans plusieurs pays d'Amérique latine et en Espagne, et certaines de ses œuvres sont conservées au Museum of Modern Art, au Brooklyn Museum, au musée d'Art contemporain de Santiago (es), au musée d'Art moderne Chiloé (es), au musée national des beaux-arts, au musée de la Solidarité Salvador Allende (es), au musée historique national (es), au Metropolitan Museum of Art, au musée d'art moderne de Rio de Janeiro et à l'Île aux Musées (Berlin), notamment,,,,,.

## Prix et reconnaissance
Liste établie d'après la fiche biographique de Roser Bru, sur le site du musée national des beaux-arts du Chili:
- 1956 :
  - Premier prix de Pintura, Salon officiel, Santiago, Chili.
  - Mention honorifique, Section Dessin et gravure, Salon officiel, Santiago, Chili.
- 1958 : Premier prix Gravure et dessin, Salon officiel, Santiago, Chili.
- 1959 : Premier prix de Gravure, Salon officiel, Santiago, Chili.
- 1960 :
  - Second prix de Peinture, Salon officiel, Santiago, Chili.
  - Mention honorifique en Gravure, Biennale Interaméricaine de México, Mexique.
- 1962 :
  - Premier prix de Peinture, Salon officiel, Santiago, Chili.
- 1963 : Prix Institut d'Extension d'Arts Plastiques, I Biennale américaine de Gravure, Musée d'Art contemporain, Santiago, Chili.
- 1965 :
  - Prix Osvaldo Goeldi, II Biennale américaine de Gravure, Santiago, Chili.
  - Prix de Peinture, Salon officiel, Santiago, Chili.
- 1968 :
  - Prix Club de la Estampa, Buenos Aires, Argentine.
  - Prix en Gravure, VIII Festival d'Arte, Cali, Colombie.
- 1978 : Prix honorifique, Premier Salon national d'Arts graphiques de l'université catholique du Chili, Musée national des Beaux-Arts, Santiago, Chili.
- 1987 : Premier prix Concours d'affiches, Instituto Chileno-Francés de Cultura, Santiago, Chili.
- 1995 : Ordre d'Isabelle la Catholique par le roi Juan Carlos Ier, Espagne.
- 1999 : Prix Altazor des Arts visuels, Santiago, Chili.
- 2000 : Prix Altazor de la Peinture pour Homenaje a Goya, Santiago, Chili.
- 2004 : Médaille de l'Ordre du Mérite artistique et culturel Pablo Neruda, par le Conseil national de la culture et des arts, Santiago, Chili.
- 2015 : Prix national des Arts plastiques du Chili, Santiago, Chili.
- 2018 : Médaille d'or du mérite des beaux-arts, Espagne[10]

#### Centrée
- (es) Claudia Campaña, El arte de la cita : Velázquez en la obra de Bru y Cienfuegos, Santiago, Impresión Quebecor World Chile, 2008.
- (es) Centro Cultural Borges, Roser Bru, el transcurso del tiempo, Buenos Aires, Centro Cultural Borges, 2003.
- (es) Sophie Halart, « La piel sobre las cosas: mutaciones epidérmicas en la pintura de Roser Bru », dans Ensayos sobre artes visuales: prácticas y discursos de los años 70 y 80 en Chile, vol. III, Santiago de Chile, LOM Ediciones, 2014.
- (es) Armando Uribe, La humanidad de Roser Bru, Santiago, Cadernos Brasileiros, 1963.
- (es) Adriana Valdés, Roser Bru, Santiago, Ediciones del Camaleón, 1983.
- (es) Adriana Valdés, Roser Bru, Santiago, Herger Ediciones, 1991.

#### Généraliste
- (es) Isabel Aninat, Pintura chilena contemporánea, Santiago, Editorial Grijalbo, 2007.
- (es) Ricardo Bindis, La pintura chilena desde Gil de Castro hasta nuestros días, Santiago, Philips Chilena, 1979.
- (es) Gaspar Galaz et Milan Ivelic, La pintura en Chile desde La Colonia hasta 1981, Valparaíso, Chili, Ediciones Universitarias de Valparaíso, Universidad Católica de Valparaíso, 1981.
- (es) Adriana Valdés, Memorias visuales : arte contemporáneo en Chile, Santiago, Metales Pesados, 2006.

### Filmographie
Le musée national des beaux-arts du Chili a publié plusieurs DVD :
- 199? : Tres artistas chilenas.
- 1996 : Exposición y entrevista a Roser Bru
- 1996 : Exposición: retrospectiva de Roser Bru: material de cámara
- 2000 : Chile 100 años artes visuales: Segundo período (1950 - 1973). Entre modernidad y utopía